# Apicia mesada
Apicia mesada là một loài bướm đêm trong họ Geometridae.